# فواز جرجس
فواز جرجس (ولد في 1958) هو أستاذ جامعي لبناني-أمريكي في سياسة الشرق الأوسط والعلاقات الدولية في كلية لندن للاقتصاد والعلوم السياسية ومدير مركز دراسات الشرق الأوسط في جامعة لندن. تستضيفه المحطات الإخبارية الفضائية مثل سي إن إن والجزيرة للتعليق على شؤون الوطن العربي وقضايا الجهاد العالمي.
درّس في جامعة سارة لورانس وانتقل منها لكلية لندن للاقتصاد والعلوم السياسية.

## مؤلفاته
- رحلة مجاهد: الناشطون الإسلاميون من الداخل
- العدو القاصي: لماذا أصبح الجهاد عالميا؟
- أميركا والإسلام السياسي: صراع الثقافات أم صراع المصالح؟

## وصلات خارجية
- الموقع الرسمي